# Estrées-Mons
 Estrées-Mons  es una población y comuna francesa, en la región de Picardía, departamento de Somme, en el distrito de Péronne y cantón de Péronne.

## Demografía
| 585 | 597 | 628 | 631 | 596 | 609 |
| Para los censos de 1962 a 1999 la población legal corresponde a la población sin duplicidades (Fuente: INSEE [Consultar]) |     |     |     |     |     |